# Cerodontha morula
Cerodontha morula är en tvåvingeart som beskrevs av Friedrich Georg Hendel 1920. Cerodontha morula ingår i släktet Cerodontha och familjen minerarflugor. Inga underarter finns listade i Catalogue of Life.